# Love Me Do
«Love Me Do» (укр. «Покохай мене») — перший сингл англійського рокгурту The Beatles. Випущений 5 жовтня 1962 у Великій Британії, де посів 17 місце в місцевому чарті. 27 квітня 1964 також вийшов у США, де зміг очолити Billboard Hot 100. 1982 року під час святкування 20-річчя The Beatles на EMI був перевиданий, після чого вдруге увійшов до британського чарту, де посів 4 місце.
«Love Me Do» була написана за кілька років до її запису та ще до появи The Beatles. В пісні можна почути гру Джона Леннона на гармоніці та його вокальний дует з Полом Маккартні. Загалом було випущено три версії пісні, кожна за участі різних барабанщиків. Під час першої спроби запису в червні 1962 на ударних грав Піт Бест, але ця версія офіційно вийшла тільки разом зі збіркою Anthology 1 (1995). Друга версія була записана три місяці по тому з Рінго Старром, який замінив Беста. Саме вона була використана для першого синглу, випущеного Parlophone. Третя версія, записана разом із сесійним барабанщиком Енді Вайтом, 1964 року була використана для американського видання платівки, а також включена до дебютного альбому гурту Please Please Me. Цей варіант пісні також увійшов до платівок Introducing... The Beatles і The Early Beatles.

## Історія
Пісня «Love Me Do» була створена Джоном Ленноном та Полом Маккартні ще у 1958 (це одна з найперших їх робіт), однак не записувалася ними впродовж наступних чотирьох років. Джон Леннон у своєму інтерв'ю незадовго до смерті стверджував, що пісня була написана виключно Полом Маккартні, хоча сам Маккартні, навпаки, вважав її результатом спільних зусиль його та Леннона. Багато разів «Love Me Do» записувалася для Бі-Бі-Сі; запис, датований 10 липня 1963 та виконаний для передачі «Pop Go The Beatles» включений до збірника «Live At The BBC». На думку Пола Маккартні, саме ця пісня стала «відправною точкою», коли «The Beatles» стала успішною та популярною групою.

## Запис у студії
«The Beatles» записували «Love Me Do» тричі. Перший запис пісні відбувся на прослуховуванні у фірмі звукозапису «EMI» 6 червня 1962, в той час ударником «The Beatles» був Піт Бест. Після прибуття до студії вони здійснили двогодинну сесію (з 18:00 до 20:00 за Гринвічем). Їхні інструменти не підходили для здійснення студійних записів. Тому учасники гурту стягнули ременем підсилювач Леннона, щоб зупинити вібрацію, крім цього вони використовували гучномовець з того часу, коли підсилювач не можна було застосувати взагалі. Другий запис відбувся 4 вересня під час створення синглу «How Do You Do It», третій відбувся 11 вересня того ж року, саме після цього запису пісню «Love Me Do» було вирішено випустити як сингл. Хоча на записі 4 вересня Піт Бест вже не виступав як ударник (його було виключено з групи, натомість в той час постійним ударником гурту був Рінго Старр), продюсер «The Beatles» Джордж Мартін все одно найняв студійного ударника — Енді Вайта; Рінго Старр, в свою чергу, грав на тамбурині. На початкових копіях синглу «Love Me Do» ударником був Рінго Старр, однак саме варіант з Енді Вайтом був включений у міні-альбом «The Beatles Hits», який вийшов 6 вересня 1963. Пізніше Маккартні згадував, що рішенням найняти студійного ударника для запису «Love Me Do» Джордж Мартін не обмежився: він також примусив Джона Леннона грати на губній гармоніці.

## Позиції в чартах
«Love Me Do» 5 жовтня 1962 вийшла у Великій Британії, а в листопаді посіла 17 місце в місцевому чарті. Це здивувало продюсера Джорджа Мартіна, оскільки він сумнівався в комерційній привабливості пісні. Коли згодом гурт став відомим, сингл також випустили в інших країнах. 1964 року він вийшов в Австралії, де 14 лютого досяг першого місця хітпараду. 4 червня 1964 року сингл також очолив чарт у Новій Зеландії. Перші американські копії «Love Me Do», які доводилося імпортувати з Канади, містили версію пісні зі Старром на барабанах. 27 квітня 1964 року Vee-Jay Records на лейблі Tollie випустили власний сингл, де на барабанах грав уже Вайт.